# Nicholas Winton
Sir Nicholas George Winton MBE (tên khai sinh Nicholas Wertheim; 19 tháng 5 năm 1909 - 01 tháng 7 năm 2015) là một nhà từ thiện người Anh, người đã tổ chức giải cứu cho 669 trẻ em, hầu hết trong số này là trẻ em Do Thái, từ Tiệp Khắc vào đêm trước khi diễn ra Chiến tranh thế giới thứ hai, trong một chiến dịch sau này được gọi là Czech Kindertransport (tiếng Đức nghĩa là "vận chuyển trẻ em"). Thế giới chỉ biết đến công việc của ông hơn 50 năm sau đó, vào năm 1988. Đôi khi ông được báo chí mệnh danh là "Schindler của nước Anh".
Winton tìm nhà ở cho các em và bố trí cho các em đến nước Anh một cách an toàn. Sau chiến tranh, Winton đã không thảo luận về những nỗ lực cứu giúp của mình với bất cứ ai. Vợ của ông đã phát hiện ra những gì ông từng làm chỉ sau khi bà phát hiện một quyển sổ lưu niệm ở gác mái của họ trong năm 1988, cuốn sổ liệt kê chi tiết tên cha mẹ và những người nhận nuôi của các em nhỏ được chồng mình cứu. Báo chí Anh mệnh danh ông là "Schindler người Anh". Năm 2003, ông được Nữ hoàng Anh 
Elizabeth II phong tước hiệp sĩ vì "những phụng sự cho nhân loại, giải cứu những đứa trẻ người Do Thái khi Đức Quốc xã chiếm đóng Tiệp Khắc". Ngày 28 tháng 10 năm 2014, ông được trao giải thưởng cao nhất của nước Cộng hoà Séc, Huân chương Sư tử trắng (hạng nhất), do tổng thống Cộng hòa Séc, Miloš Zeman trao tặng.

## Niên thiếu
Winton sinh ngày 19 tháng 5 năm 1909 ở Hampstead, London với cha là Rudolph Wertheim (1881 – 1937), một giám đốc ngân hàng, và vợ là Barbara (nhũ danh Wertheimer, 1888 – 1978), là con thứ trong ba người con. Chị gái ông là Charlotte (1908-2001) và em trai, Robert (1914-2009). Cha mẹ ông là những người Do Thái Đức, đã chuyển tới London hai năm trước đó. Tên họ của gia đình là Wertheim, nhưng họ đã thay đổi chúng sang Winton để hoà nhập với cộng đồng. Họ cũng cải đạo sang Cơ Đốc giáo, và Winton được chịu phép rửa tội.
Năm 1923, Winton nhập học vào trường Stowe School, một ngôi trường mới thành lập. Ông bỏ học sau đó mà không có bằng cấp nào, tham gia vào lớp học ban đêm trong khi tham gia hoạt động tình nguyện ở Ngân hàng Midland. Winton sau đó tới Hamburg, nơi ông làm việc tại Ngân hàng Behrens, sau đó là Ngân hàng Wasserman ở Berlin. Năm 1931, ông tới Pháp và làm việc cho Banque Nationale de Crédit ở Paris. Ông cũng đạt được chứng chỉ ngân hàng ở Pháp. Quay lại London, ông trở thành một nhà môi giới ở Sở giao dịch chứng khoán London. Mặc dù là một nhà môi giới chứng khoán, Winton cũng là một "nhà xã hội chủ nghĩa nhiệt tình, gần gũi với những người có ảnh hưởng lớn trong Công đảng như Aneurin Bevan, Jennie Lee và Tom Driberg." Thông qua một người bạn xã hội khác, Martin Blake, Winton trở thành một phần của một nhóm cánh tả đối đầu với chính sách nhân nhượng và quan ngại về những mối nguy hiểm do Đức Quốc xã gây ra.
Ở trường, ông đã trở thành một vận động viên đấu kiếm xuất sắc và được tuyển chọn vào đội tuyển Anh vào năm 1938. Ông hy vọng được tham gia vào kỳ Olympics tiếp theo, nhưng các trận đấu đã bị hủy vì chiến tranh.

## Công việc giải cứu
Ngay trước Giáng sinh năm 1938, Winton đang lên kế hoạch du lịch Thuỵ Sĩ cho một kỳ nghỉ trượt tuyết. Ông quyết định thay vào đó sẽ viếng thăm Prague và giúp đỡ Martin Blake, người đang ở Prague như là một cộng sự của Ủy ban Tị nạn Anh Quốc từ Tiệp Khắc, sau đó trong quá trình bị chiếm đóng bởi Đức, và đã gọi Winton để nhờ cậy ông hỗ trợ công việc phúc lợi của người Do Thái. Winton đã một tay thiết lập một tổ chức để giúp đỡ trẻ em từ các gia đình Do Thái khỏi nguy cơ từ Đức Quốc xã. Ông đặt văn phòng tại một bàn ăn ở khách sạn của mình ở Quảng trường Václav. Tháng 11 năm 1938, sau sự kiện Kristallnacht trong nước Đức dưới sự cai trị của Quốc xã, Hạ viện Anh đã thông qua một biện pháp cho phép người tị nạn dưới 17 tuổi nhập cảnh vào Anh, miễn là họ có chỗ để ở và một khoản bảo đảm 50 bảng được gửi vào ngân hàng để sau này có thể quay trở về đất nước của họ.

### Hà Lan
Một trở ngại quan trọng là nhận được sự cho phép chính thức đi qua Hà Lan, khi bọn trẻ bắt đầu chuyến phà tại Hoek van Holland. Sau Kristallnacht vào tháng 11 năm 1938, chính phủ Hà Lan đã chính thức đóng cửa biên giới đối với bất kỳ người tị nạn Do Thái nào. Những người lính biên phòng, marechaussee, đã kiểm tra chúng và gửi trả lại bất kỳ đứa trẻ nào tìm thấy tới Đức, mặc dù cơn ác mộng kinh hoàng Kristallnacht đã trở nên nổi tiếng.
Winton đã thành công nhờ vào sự đảm bảo mà ông giành được từ Anh. Sau chuyến tàu đầu tiên, quá trình đi qua Hà Lan đã diễn ra một cách thuận lợi. Winton cuối cùng đã tìm kiếm gia đình mới ở Anh cho 669 trẻ em, nhiều trẻ trong số đó có cha mẹ sẽ chết trong trại tập trung Auschwitz. Người mẹ của ông làm cùng con trai mình trong việc sắp xếp các gia đình và sau đó là các hostel cho bọn trẻ. Suốt mùa hè năm 1939, ông đã đăng những bức ảnh về những đứa trẻ trên báo Picture Post để tìm kiếm các gia đình chấp nhận nhận nuôi chúng.
Ông cũng viết những bức thư gửi các chính khách Hoa Kỳ như Roosevelt, yêu cầu ông nhận thêm nhiều trẻ em hơn nữa. Ông nói rằng hơn 2.000 trẻ em nữa có thể được cứu nếu chúng được giúp đỡ, nhưng chỉ có Thuỵ Điển tiếp nhận bất cứ trẻ em nào bên cạnh những trẻ em được gửi tới Anh. Nhóm 250 trẻ em cuối cùng, dự kiến rời Prague vào ngày 1 tháng 9 năm 1939, đã không thể khởi hành. Với cuộc tấn công Ba Lan của Hitler vào cùng ngày, Chiến tranh thế giới thứ hai đã bắt đầu. Trong số trẻ em rời đi trên chuyến tàu đó, chỉ còn hai em sống sót qua cuộc chiến tranh.
Winton thừa nhận vai trò quan trọng của Doreen Warriner, Trevor Chadwick, Nicholas Stopford, Beatrice Wellington (15 tháng 6 năm 1907 – ?), Josephine Pike, và Bill Barazetti (1914–2000) tại Prague, những người cũng thực hiện công việc di tản trẻ em từ châu Âu. Winton chỉ ở Prague trong ba tuần trước khi Đức Quốc xã xâm lược đất nước. Ông chưa từng đặt chân tới Ga Prague. Như ông sau này ghi lại, "Chadwick đã thực hiện công việc khó khăn và nguy hiểm nhất sau khi Đức Quốc xã xâm lược... ông ấy xứng đáng được khen ngợi".

### Những người đáng chú ý được giải cứu
- Alf Dubs, Nam tước Dubs (sinh năm 1932), chính trị gia Công đảng Anh và cựu Uỷ viên Quốc hội
- Heini Halberstam (1926–2014), nhà toán học
- Renata Laxova (sinh năm 1931), nhà di truyền học trẻ em
- Gerda Mayer (sinh năm 1927), nhà thơ
- Karel Reisz (1926–2002), nhà làm phim
- Joe Schlesinger (sinh năm 1928), nhà báo truyền hình và tác giả người Canada
- Yitzchok Tuvia Weiss (sinh năm 1926), Giáo sĩ trưởng Do thái giáo của tổ chức Edah HaChareidis ở Jerusalem

Trong số 669 trẻ em được cửu khỏi Holocaust bởi nỗ lực của Winton, hơn 370 trẻ em chưa bao giờ được nhận dạng. BBC News gợi ý vào năm 2015 rằng họ có thể không biết câu chuyện đầy đủ về việc họ đã sống sót qua cuộc chiến như thế nào.

## Chiến tranh thế giới thứ hai
Sau sự bùng nổ Chiến tranh thế giới thứ hai, Winton nộp đơn đăng ký thành công vào vị trí một người phản đối quân ngũ và sau đó phụng sự cho Hội Chữ thập đỏ. Năm 1940, ông từ bỏ sự phản đối của mình và gia nhập Lực lượng Không quân Hoàng gia, Chi nhánh Hành chính và Nghĩa vụ đặc biệt. Ông là một lính không quân, thăng tiến lên cấp trung sĩ vào thời điểm ông được ủy nhiệm vào ngày 22 tháng 6 năm 1944 với tư cách là một sĩ quan không quân uỷ quyền (APO) tập sự.
Ngày 17 tháng 8 năm 1944, ông được thăng cấp sĩ quan không quân (PF) tập sự. Ông đã được thăng lên cấp bậc thời chiến sĩ quan bay (FO) vào ngày 17 tháng 2 năm 1945. Ông từ nhiệm uỷ quyền của mình vào ngày 19 tháng 5 năm 1954, giữ lại cấp bậc danh dự là trung uý bay.

## Hậu chiến

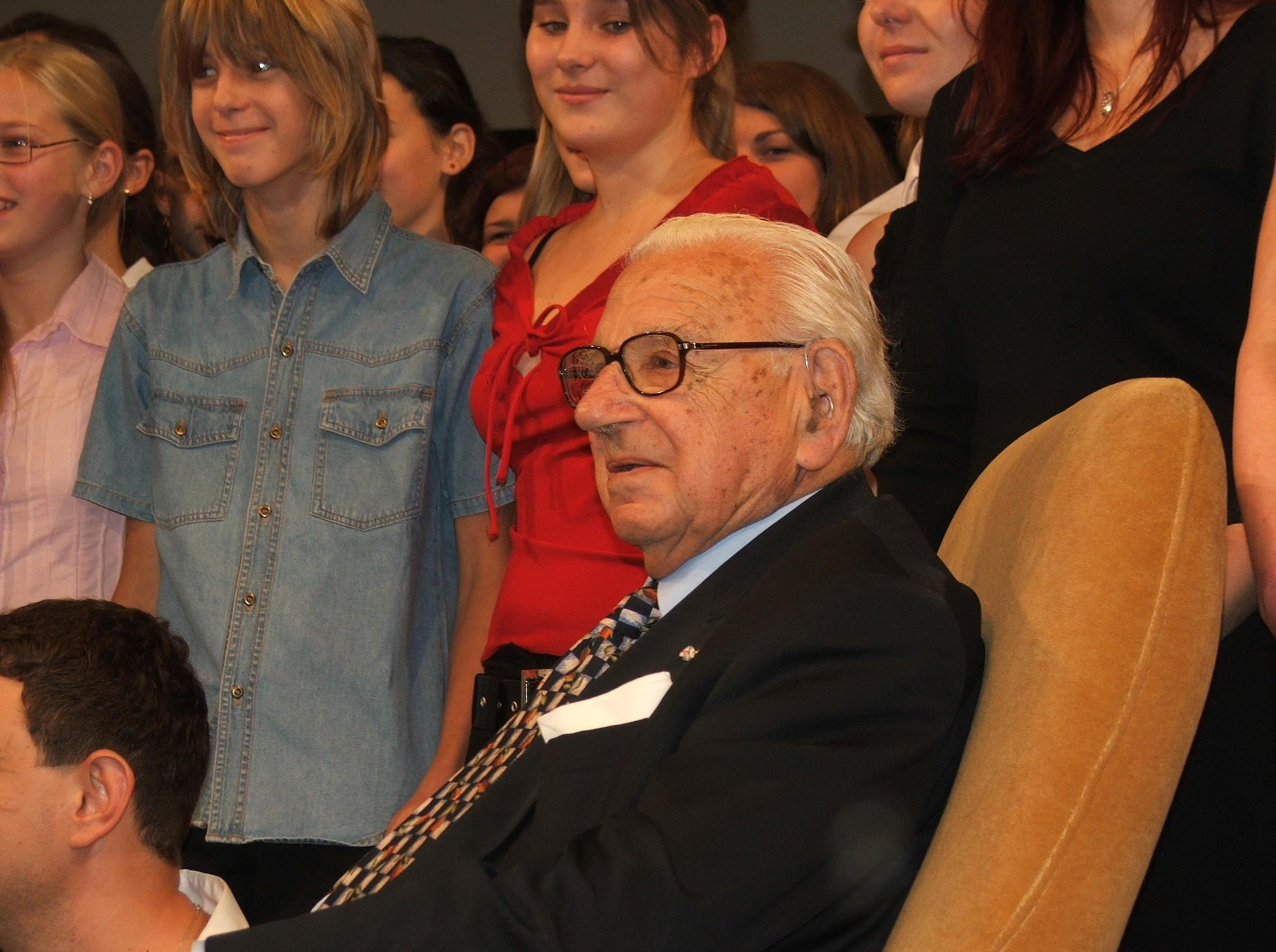
Winton thăm Prague vào năm 2007

### Cuộc sống gia đình
Sau chiến tranh, Winton làm việc tại Tổ chức Tị nạn Thế giới và sau đó là Ngân hàng Quốc tế về Tái thiết và Phát triển ở Paris, nơi ông gặp Grete Gjelstrup, một thư ký người Đan Mạch và con gái của một người làm kế toán. Họ kết hôn tại quê nhà Vejle vào ngày 31 tháng 10 năm 1948. Hai vợ chồng định cư ở Maidenhead, Anh, nơi họ sinh ra ba đứa con: Nick (sinh 1951), Barbara (sinh 1954) và con út là Robin (1956-1962), người bị mắc hội chứng Down.
Gia đình khẳng định rằng việc Robin ở lại với họ tốt hơn là được gửi đến một ngôi nhà cư trú. Cái chết của Robin do bệnh viêm màng não, ngay trước ngày sinh nhật thứ sáu của cậu, đã ảnh hưởng rất nhiều tới Winton và ông đã thành lập một tổ chức hỗ trợ địa phương sau này trở thành Maidenhead MENCAP. Winton đã ra ứng cử, không thành công, vào hội đồng thành phố vào năm 1954. Winton đã làm việc cho phòng tài chính ở một loạt các công ty khác nhau.

### Sự công nhận
Người ta thường đưa tin sai rằng Winton giấu kín thành tích nhân đạo của mình trong nhiều năm; ông đã từng nhắc đến nó trong các tài liệu bầu cử của ông trong khi không thành công trong cuộc bầu cử vào hội đồng thành phố Maidenhead vào năm 1954. Những thành tựu trong việc giải cứu của ông đã không được chú ý trong nửa thế kỉ cho tới năm 1988, khi vợ ông tìm thấy một cuốn sổ lưu niệm ghi chi tiết trong căn gác của họ, chứa danh sách các trẻ em, bao gồm tên bố mẹ từng em, và tên cùng địa chỉ của các gia đình đã nhận nuôi họ. Bà đã trao quyển sổ lưu niệm cho Elisabeth Maxwell, một nhà nghiên cứu về Holocaust và là vợ của ông trùm truyền thông Robert Maxwell. Bản thân Winton không thể nhớ được lý do tại sao điều này lại xảy ra. Những lá thư đã được gửi tới từng địa chỉ được biết đến và 80 trong số "những đứa trẻ của Winton" được tìm thấy ở Vương quốc Anh.
Thế giới ngày càng biết đến công lao của ông vào tháng 2 năm 1988 trong một tập của chương trình truyền hình That's Life! của BBC khi ông được mời tham gia với vai trò khán giả. Vào một thời điểm, cuốn sổ lưu niệm của Winton đã được trình bày và những thành tựu của ông đã được giải nghĩa. Người chủ trì chương trình, Esther Rantzen, hỏi liệu có ai trong số các khán giả còn nợ mạng sống của họ với Winton, và nếu có, hãy đứng dậy - hơn hai chục người xung quanh Winton đã đứng lên và vỗ tay tán thưởng.

### Sinh nhật thứ 100
Để kỷ niệm sinh nhật lần thứ 100 của mình, Winton đã bay trên không phận của Sân bay White Waltham trên một chiếc máy bay dân dụng siêu nhẹ được điều khiển bởi Judy Leden, con gái của một trong những bé trai mà ông cứu. Sinh nhật của ông cũng được đánh dấu bằng việc công bố một tiểu sử về ông trên tuần san The Jewish Chronicle.

## Qua đời

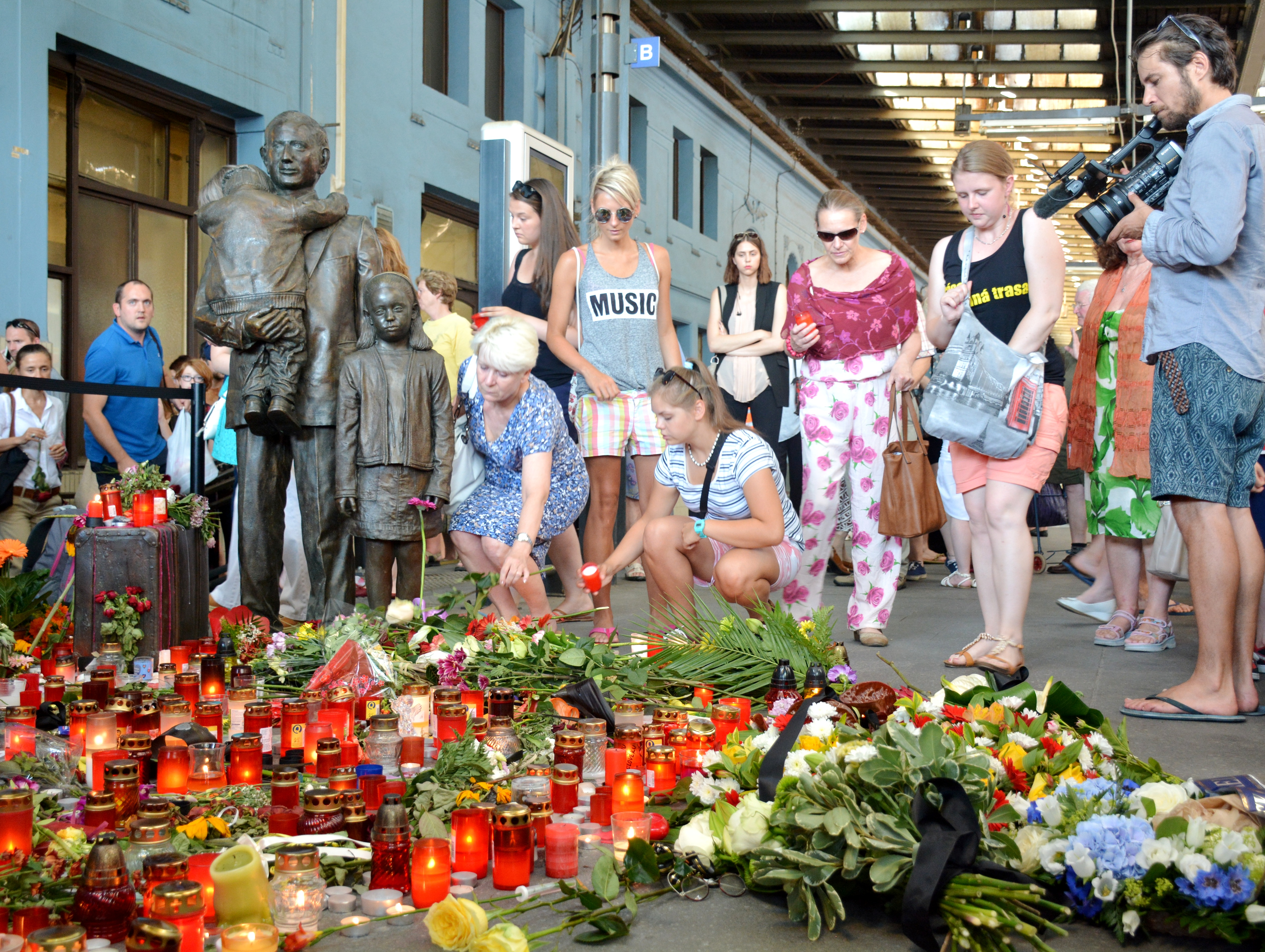
Sự kiện kỷ niệm, vào tháng 7 năm 2015, tại tượng đài trước Nhà ga chính Prague

Winton qua đời một cách thanh thản trong giấc ngủ vào buổi sáng ngày 1 tháng 7 năm 2015 tại Bệnh viện Wexham Park ở Slough do chứng suy tim và suy hô hấp, được chẩn đoán một tuần trước đó sau những suy yếu về sức khoẻ trước đó của ông. Ông hưởng thọ 106 tuổi.
Winton mất đúng vào ngày sau ngày mà 76 năm trước, 241 trong số những đứa trẻ mà ông giải cứu rời Prague trên một chuyến tàu. Một bản tin đặc biệt của BBC News về một số trẻ em mà Winton cứu thoát trong chiến tranh đã được công bố vào đầu ngày hôm đó.

## Vinh danh
Trong sự kiện Vinh danh Sinh nhật Nữ hoàng năm 1983, Winton đã được bổ nhiệm là Thành viên Tước hiệu Đế chế Anh (MBE) cho việc thành lập nhà dưỡng lão Abbeyfield tại Vương quốc Anh, và trong sự kiện Vinh danh Năm mới năm 2003, ông đã được phong tước hiệp sĩ với sự công nhận công việc của ông trong chiến dịch Czech Kindertransport. Ông tiếp tục được diện kiến Nữ hoàng trong chuyến viếng thăm tới Bratislava, Slovakia vào tháng 10 năm 2008. Năm 2003, Winton nhận Giải thưởng Niềm tự hào Vương quốc Anh cho Thành tựu trọn đời. Năm 2010, Winton được vinh danh là một Anh hùng Vương quốc Anh của sự kiện Holocaust bởi chính phủ Anh.
Winton được trao tặng Huân chương Tomáš Garrigue Masaryk, hạng tư, bởi Tổng thống Cộng hoà Séc Václav Havel vào năm 1998. Năm 2008, ông được vinh danh trong nhiều dịp bởi chính phủ Cộng hoà Séc. Một trường tiểu học ở Kunžak được đặt theo tên ông, và ông được trao tặng Huân chương Thập tự Công lao của Bộ trưởng Quốc phòng, Hạng I. Chính phủ Cộng hoà Séc đã đề cử ông cho Giải Nobel Hoà bình năm 2008.
Tiểu hành tinh 19384 Winton đã được đặt tên để vinh danh ông bởi các phi hành gia người Cộng hoà Séc Jana Tichá và Miloš Tichý.

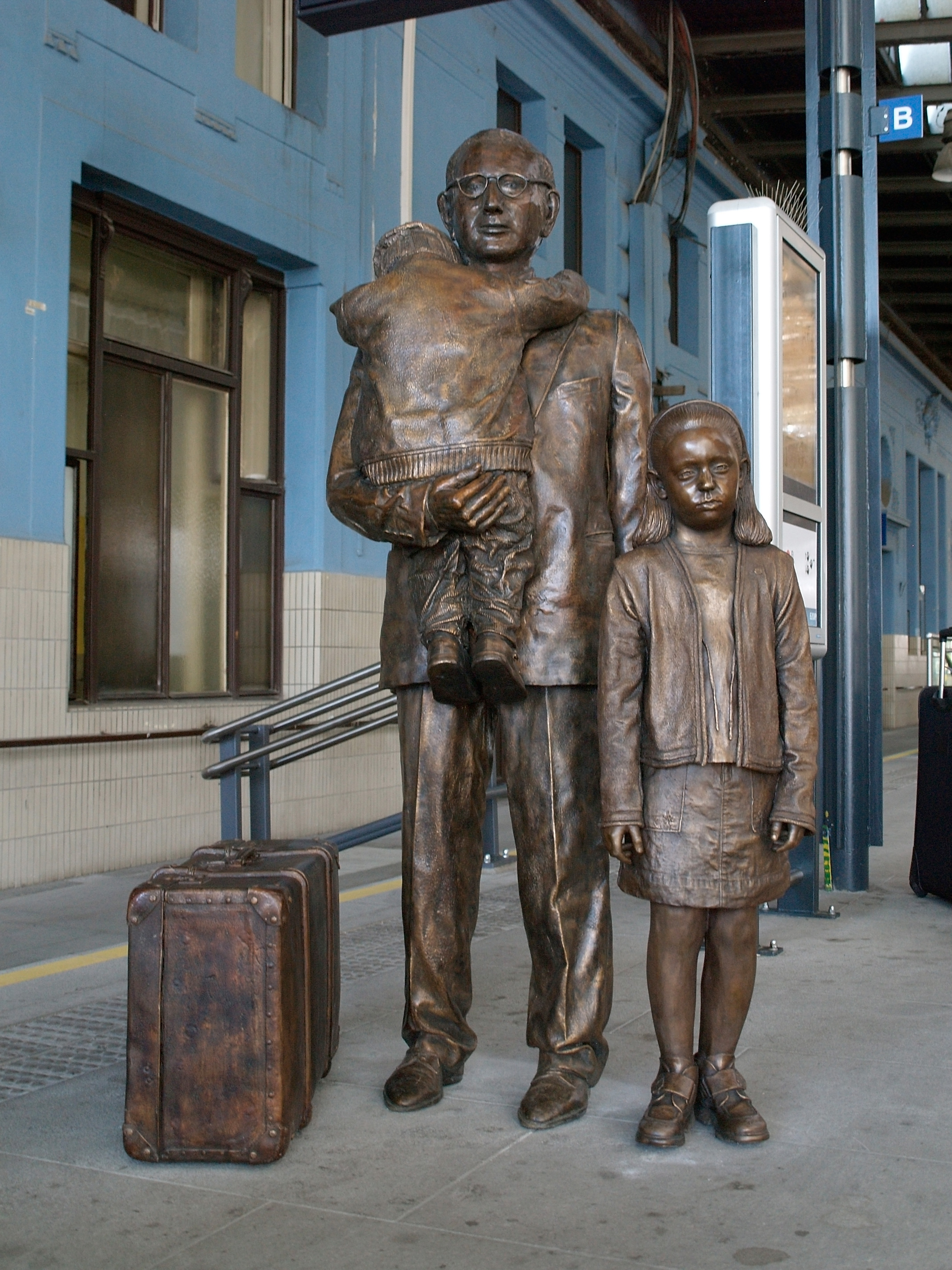
Tượng tại ga tàu lửa chính của Prague, bởi Flor Kent, khánh thành vào ngằy 1 tháng 9 năm 2009

Một bức tượng về Winton được dựng lên tại Cửa số 1 của nhà ga Praha hlavní nádraží. Được tạo ra bởi Flor Kent, nó được công bố vào ngày 1 tháng 9 năm 2009 như là một phần của lễ kỷ niệm 70 năm ngày khởi hành chuyến tàu Kindertransport cuối cùng (xem thêm phần Chuyến tàu Winton bên dưới).
Ngoài ra, còn có ba đài tưởng niệm tại Nhà ga Liverpool Street ở London, nơi những đứa trẻ của Kindertransport dừng chân. Tháng 9 năm 2010, một bức tượng khác được khánh thành, lần này tại Nhà ga Maidenhead bởi Bộ trưởng Bộ Nội vụ Theresa May, Đại biểu Quốc hội cho Maidenhead. Được tạo ra bởi Lydia Karpinska, nó mô tả Winton ngồi trên băng ghế và đọc sách.
Winton đã được rửa tội như là một Kitô hữu bởi cha mẹ mình, nhưng gốc gác Do Thái của ông khiến ông bị loại khỏi giải thưởng Công chính giữa các quốc gia bởi Yad Vashem ở Israel. Từ khi trưởng thành, ông không hoạt động trong bất kỳ tôn giáo đặc biệt nào. Trong một cuộc phỏng vấn năm 2015, Winton đã phát biểu với Stephen Sackur rằng ông đã "vỡ mộng" với tôn giáo trong chiến tranh, khi mà ông không thể hòa giải các phong trào tôn giáo nhằm "cầu nguyện cho chiến thắng ở cả hai mặt của cùng một cuộc chiến tranh". Winton tiếp tục mô tả tín ngưỡng cá nhân của mình: "Tôi tin vào luân lý, và nếu mọi người đều tin vào luân lý, chúng ta sẽ không gặp rắc rối gì. Đó là cách duy nhất, quên đi khía cạnh tôn giáo."
Winton nhận Huân chương Wallenberg vào ngày 27 tháng 6 năm 2013 ở London. Năm tiếp theo, Quỹ quốc tế Raoul Wallenberg đã thiết lập một cuộc thi văn học được đặt tên theo tên của Winton. Cuộc thi này dành cho các bài tiểu luận của học sinh trung học về di sản của Winton.
Winton được trao tặng Giải thưởng Tự do Thành phố London vào ngày 23 tháng 2 năm 2015.

### Chuyến tàu Winton

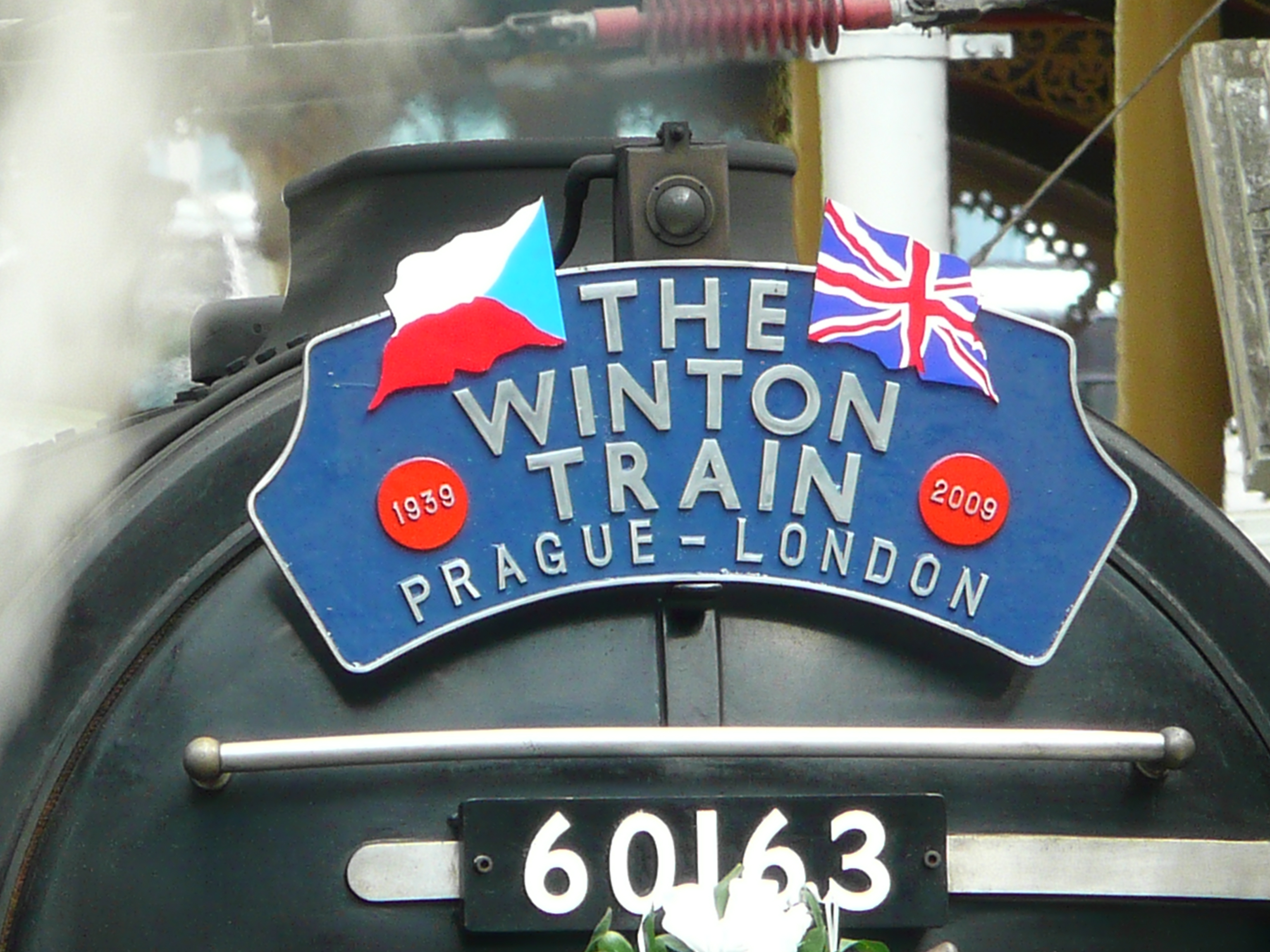
Biển xe lửa được treo trên tàu mang số hiệu 60163 Tornado từ Harwich tới Nhà ga Liverpool Street, chặng cuối cùng của Chuyến tàu Winton từ Prague

Ngày 1 tháng 9 năm 2009, một "Chuyến tàu Winton" đặc biệt gồm một hoặc hai đầu máy nồi hơi xe lửa (trong số sáu chiếc) và các toa xe được sử dụng trong những năm 1930 đã được khởi hành từ Ga tàu hoả chính Prague tới London thông qua tuyến đường sắt ban đầu của Kindertransport.Trên tàu còn có một số "đứa trẻ của Winton" còn sống sót và hậu duệ của họ, những người được chào đón bởi Winton ở London.
Sự kiện này đánh dấu kỷ niệm 70 năm ngày chuyến tàu Kindertransport được trù định cuối cùng sắp xếp bởi Winton, dự kiến khởi hành vào ngày 1 tháng 9 năm 1939 nhưng đã bị ngăn chặn bởi sự bùng nổ của Thế chiến thứ hai trong ngày hôm đó. Khi tàu khởi hành, một bức tượng tưởng niệm Winton do Flor Kent thiết kế đã được khánh thành tại nhà ga.

### Huân chương Sư tử trắng
Ngày 19 tháng 5 năm 2014, nhân sinh nhật lần thứ 105 của Winton, ông được công bố là người nhận được vinh dự cao nhất của nước Cộng hoà Séc, với việc dành cho trẻ em Séc "món quà lớn lao nhất có thể: cơ hội được sống và được tự do". Vào ngày 28 tháng 10 năm 2014, Winton được trao tặng Huân chương Sư tử trắng (hạng Nhất) bởi Tổng thống Cộng hòa Séc Miloš Zeman, Bộ Quốc phòng Séc đã phái một chuyên cơ đặc biệt để đưa ông tới Prague. Giải thưởng cũng được đồng trao tặng cho Sir Winston Churchill, được chấp nhận bởi người cháu Nicholas Soames. Zeman cho biết ông rất tiếc vì giải thưởng cao nhất của Séc đã được trao cho hai nhân vật một cách muộn màng, nhưng nói thêm rằng "muộn màng còn hơn không". Winton cũng có cơ hội được gặp gỡ một số người mà ông cứu sống 75 năm trước, chính họ lúc đó đang ở độ tuổi 80. Ông nói, "Tôi muốn cảm ơn tất cả các bạn vì sự biểu lộ lòng biết ơn lớn lao vì một điều đã xảy ra với tôi gần 100 năm trước đây - và 100 năm là một khoảng thời gian rất dài. Tôi rất vui vì có rất nhiều trẻ em vẫn còn về tề tựu và ở đây để cảm ơn tôi."

## Trong văn hoá đại chúng
Hành động của Winton là chủ đề của ba bộ phim của nhà làm phim người Slovakia Matej Mináč: phim chính kịch All My Loved Ones (1999), trong đó Winton được đóng bởi Rupert Graves, phim tài liệu The Power of Good: Nicholas Winton (Síla lidskosti—Nicholas Winton, 2002), giành được một Giải Emmy, và phim tài liệu chính kịch Nicky's Family (Nickyho rodina, 2011). Một vở kịch về Winton, Numbers from Prague (Những con số từ Prague), được biểu diễn ở Cambridge vào tháng 1 năm 2011. Winton được đề cập đến trong bộ phim tài liệu năm 2000 của Warner Bros, kịch bản và đạo diễn bởi Mark Jonathan Harris và sản xuất bởi Deborah Oppenheimer, Into the Arms of Strangers: Stories of the Kindertransport, nhận được Giải Oscar cho phim tài liệu hay nhất, và trong cuốn sách cùng tên kèm theo của bộ phim.
Phát biểu trên chương trình Today của BBC Radio 4 vào ngày 28 tháng 10 năm 2014, Winton nói ông nghĩ rằng ông đã "tạo sự khác biệt cho rất nhiều người" và tiếp tục nói rằng, "Tôi không nghĩ chúng ta đã học được bất kỳ điều gì... thế giới ngày nay đang trong một tình huống nguy hiểm hơn bao giờ hết."

### Tưởng niệm
Ngày 22 tháng 4 năm 2016, một hồi chuông tưởng nhớ được rung lên và một phương thức mới có tên là Sir Nicholas Winton Delight được đặt bởi những người rung chuông của Whiting Society of Ringers.
Ngày 19 tháng 5 năm 2016, một lễ tưởng niệm cho Winton được tổ chức tại toà nhà Guildhall của London, với sự tham dự của khoảng 400 người, trong đó có 28 người được giải cứu, và các đại diện của chính phủ Séc, Slovakia và Anh.
Ngày 20 tháng 5 năm 2016, Glen Art trình bày một buổi hòa nhạc tưởng niệm cuộc đời của Winton với Jason Isaacs, Rupert Graves và Alexander Baillie, tại St John's, Smith Square. Tất cả các khoản tài trợ đã được trao cho các tổ chức từ thiện hỗ trợ trẻ em tị nạn Syria.
Ngày 14 tháng 7 năm 2017, một khu vườn tưởng niệm cho Winton đã được mở ra tại công viên Maidenhead Oaken Grove bởi Thủ tướng Theresa May.